# Chunyangtempel
De Chunyangtempel is een taoïstische tempel in het district Haizhu van Guangzhou in de Chinese provincie Guangdong. Het tempelcomplex beslaat 10.000 m². 
De tempel is tussen 1824 en 1829 gebouwd. In 1986, na de jarenlange religieuze onderdrukking door de communisten, ging de tempel weer open voor publiek. In 1988 hielpen Hongkongse taoïstische organisaties met het renoveren van de tempel.